# Claudia Diehl
Claudia Diehl (* 30. Januar 1968 in Bensheim) ist eine deutsche Soziologin. Seit 2013 ist sie Professorin für Mikrosoziologie an der Universität Konstanz. Zu den Schwerpunkten ihrer Forschung gehören die Migrationsforschung und die Bildungssoziologie, insbesondere Eingliederungsprozesse von Zuwanderern, Phänomene der internationalen Migration sowie Prozesse ethnischer Grenzziehungen wie Fremdenfeindlichkeit und Diskriminierung.

## Wissenschaftlicher Werdegang
1988 begann Diehl an der Universität Mannheim ihr Studium der Soziologie und Psychologie, das sie 1994 mit dem Diplom abschloss. 1991/92 studierte sie an der Indiana University Bloomington. Ab 1995 war sie Wissenschaftliche Mitarbeiterin am Mannheimer Zentrum für Europäische Sozialforschung, wo sie 2001 promoviert wurde. Ab 2002 arbeitete sie am Bundesinstitut für Bevölkerungsforschung, bis sie 2006 eine Juniorprofessur an der Universität Göttingen antrat. Von 2009 bis 2013 war sie in Göttingen Professorin für Soziologie mit Schwerpunkt Migration und Ethnizität.
Seit 2013 hat Diehl an der Universität Konstanz eine Professur für Mikrosoziologie inne. In Konstanz war sie zudem von 2014 bis 2016 Sprecherin des Fachbereichs Soziologie und ist seit 2019 Co-Sprecherin des interdisziplinären Exzellenzclusters Die politische Dimension von Ungleichheit: Wahrnehmungen, Partizipation und Policies. Daneben war sie von September 2019 bis Mai 2020 als Hannah Arendt Visiting Chair for German and European Studies an der University of Toronto.

## Beratungstätigkeit
2012 wurde Diehl von Bundesfamilienministerin Kristina Schröder in den Wissenschaftlichen Beirat für Familienfragen beim deutschen Bundesministerium für Familie, Senioren, Frauen und Jugend berufen. Von 2015 bis 2020 war Diehl zudem Mitglied im Sachverständigenrat deutscher Stiftungen für Integration und Migration. 2021 wurde sie Mitglied der neu gegründeten Ständigen Wissenschaftlichen Kommission der Kultusministerkonferenz.
Ab Juni 2020 gehörte Diehl der vom französischen Präsidenten Emmanuel Macron eingesetzten internationalen Blanchard-Tirole-Kommission zur Untersuchung der ökonomischen Herausforderungen Frankreichs an, die im Juni 2021 ihren Abschlussbericht vorlegte. Dort war sie gemeinsam mit Axel Börsch-Supan und Carol Propper als Leitautorin für den Themenbereich Demografischer Wandel zuständig.

## Werke (Auswahl)
- Herausgegeben mit Christian Hunkler und Cornelia Kristen: Ethnische Ungleichheiten im Bildungsverlauf: Mechanismen, Befunde, Debatten. Springer VS, Wiesbaden 2016.
- Herausgegeben mit Sonja Haug: Aspekte der Integration: Eingliederungsmuster und Lebenssituation italienisch- und türkischstämmiger junger Erwachsener in Deutschland. VS Verlag für Sozialwissenschaften, Wiesbaden 2005.
- Die politische Partizipation von Migranten in Deutschland: Rückzug oder Mobilisierung? Leske und Budrich, Opladen 2002.